# Prieuré de Belecke
 (mars 2019).
Le prieuré de Belecke, situé à Warstein, dans le Land de Rhénanie-du-Nord-Westphalie et l'archidiocèse de Cologne, était une dépendance de l'abbaye bénédictine de Grafschaft entre 1270 et 1804. 

## Histoire
L'abbaye de Grafschaft a des revenus provenant du régime foncier et de la dîme à Belecke depuis le XIe siècle. Un prévôt est enregistré pour la première fois à Belecke en 1244. En 1270, l'abbé du monastère reçoit le droit d'installer un prieuré.
Pendant la majeure partie de son existence, un seul prévôt vit et travaille dans le prieuré. Ce n'est que vers 1628 qu'un chapelain est placé à côté de lui. Le prévôt de l'abbaye de Grafschaft conserve son poste jusqu'à la fin de sa vie. Vers 1800, il perçoit des revenus provenant d’environ 300 acres de terre, dont certains sont utilisés pour sa propre gestion et, d’autre part, loués.
Le prévôt effectue la liturgie des Heures dans sa chapelle de maison, dite chapelle du prélat. Les dimanches et les jours fériés, il célèbre cette prière avec l'aide d'une chorale de six membres dans l'église paroissiale.
Le 1er mars 1804, le prieuré est aboli par les nouveaux dirigeants de la Hesse. L'église du prieuré reste une église paroissiale. Le prieuré sert d'appartement au prêtre. Quatre ans plus tard, la maison brûle et les archives sont en grande partie détruites. Le bâtiment est reconstruit pour servir de presbytère. Ce qui reste des archives est transféré aux archives paroissiales à Belecke, et une partie de la bibliothèque est donnée à la bibliothèque universitaire de l'archevêché de Paderborn.

## Liste des prieurs
- 1244–1257 Heinrich
- 1284-1303 Adolf Edelherr von Grafschaft
- 1421-1441 Goddert von Dobber
- ?-?   Cord Dockel
- 1457 Antonius von Visbecke
- ?-? Alexander
- 1478 Goddert von dem Loe
- 1509 Goddert von Hanxleden
- 1517 Mattheus von Pfaffendorf
- 1538-1539 Mathias
- ?-? Gottfried von Loen
- 1551-1552 Alexander von Kocke
- 1563–1571 Conrad von Bley
- 1585-1598 Hermann Moiskraut
- ?-? Kaspar Molitor
- 1609-1618 Antonius Schütte
- 1633-1636 Godschalk Kampmann
- 1636–1642 Ludolf Humbracht
- 1642–1670 Michael Crusen
- 1670–1681 Marianus Böding
- 1683 Maurus Rüting
- 1683–1695 Heinrich Brüning
- 1695–1715 Benedikt Bottrich
- 1715–1733 Kaspar Hilgenhövel
- 1734–1744 Emmerikus Wilmes
- 1744–1751 Bernard Leifferen
- 1751–1754 Edmund Hense
- 1754–1758 Marianus Geisthövel
- 1758–1766 Plazidus Grevinger
- 1766–1782 Gregor Heidelmann
- 1782–1794 Kaspar Kropf
- 1794–1802 Florentinus Pape
- 1802–1804 Beda Behr